# UFC on ESPN: Machačev vs. Moisés
UFC on ESPN: Machačev vs. Moisés (conosciuto anche come UFC on ESPN 26, oppure UFC Vegas 31) è stato un evento di arti marziali miste tenuto dalla Ultimate Fighting Championship 1l 17 luglio 2021 all'UFC APEX di Las Vegas, negli Stati Uniti.

## Risultati
|                  | Divisione             |                    |                 |                      | Metodo                                  | Round           | Tempo           | Premio          |
| Card Principale  | Card Principale       | Card Principale    | Card Principale | Card Principale      | Card Principale                         | Card Principale | Card Principale | Card Principale |
| ---------------- | --------------------- | ------------------ | --------------- | -------------------- | --------------------------------------- | --------------- | --------------- | --------------- |
|                  | Pesi leggeri          | Islam Machačev     | batte           | Thiago Moisés        | Sottomissione (rear-naked choke)        | 4               | 2:38            |                 |
|                  | Pesi gallo femminili  | Miesha Tate        | batte           | Marion Reneau        | KO tecnico (pugni)                      | 3               | 1:53            | POTN            |
|                  | Pesi leggeri          | Mateusz Gamrot     | batte           | Jeremy Stephens      | Sottomissione (kimura)                  | 1               | 1:05            | POTN            |
|                  | Pesi medi             | Rodolfo Vieira     | batte           | Dustin Stoltzfus     | Sottomissione (rear-naked choke)        | 3               | 1:54            | POTN            |
|                  | Pesi piuma            | Billy Quarantillo  | batte           | Gabriel Benítez      | KO tecnico (pugni)                      | 3               | 3:40            | FOTN            |
| Card Preliminare |                       |                    |                 |                      |                                         |                 |                 |                 |
|                  | Pesi welter           | Daniel Rodriguez   | batte           | Preston Parsons      | KO tecnico (pugni)                      | 3               | 3:47            |                 |
|                  | Pesi paglia femminili | Amanda Lemos       | batte           | Montserrat Ruiz      | KO tecnico (pugni)                      | 1               | 0:35            |                 |
|                  | Pesi gallo            | Sergey Morozov     | batte           | Khalid Taha          | Decisione unanime (30–27, 30–27, 30–27) | 3               | 5:00            |                 |
|                  | Pesi mosca            | Malcolm Gordon     | batte           | Francisco Figueiredo | Decisione unanime (30–27, 29–28, 29–28) | 3               | 5:00            |                 |
|                  | Pesi massimi          | Rodrigo Nascimento | batte           | Alan Baudot          | KO tecnico (pugni)                      | 2               | 1:29            | POTN            |

## Premi
I lottatori premiati ricevettero un bonus di 50.000 dollari.
Legenda:
- FOTN: Fight of the Night (vengono premiati entrambi gli atleti per il miglior incontro dell'evento)
- POTN: Performance of the Night (viene premiato il vincitore per la migliore performance dell'evento)